# 王廷瞻
王廷瞻（1521年—1592年），字稚表，號雲澤，湖廣黃岡縣（今湖北省黃岡市）人，明朝政治人物，嘉靖己未進士。

## 生平

### 担任御史
嘉靖三十一年（1552年）壬子湖廣鄉試第六十三名舉人，嘉靖三十八年（1559年），王廷瞻中式己未科第三甲第二百名進士。授直隸淮安府推官。四十三年七月选授河南道試監察御史，督理京畿屯垦。穆宗尚在裕邸，想变换庄田，王廷瞻均不同意。隆庆元年（1567年），京郊长期下雨。他请求穆宗将三宫以下和裕府的庄田改归乾清宫，全都蠲免租税。穆宗诏令减少十分之五。此后，他又上奏称勋臣、外戚的庄田过滥，请求穆宗在最初赏赐时，即估量田亩数额，限制他们世袭的代数，爵位取消時，田地應當归还官府。穆宗之後定制认可。當時高拱再次主政朝政，王廷瞻时常抨击高拱，不久便称病回乡。

### 治理四川、南赣
神宗即位，王廷瞻出任原职。万历元年（1573年），改大理寺右寺丞。次年，升大理寺左寺丞、大理寺右少卿。万历三年，任大理寺左少卿。万历四年，任太僕寺卿。万历五年（1577年），担任右佥都御史、辖治四川。當時西南少数民族屡次侵扰松潘。王廷瞻命令副使杨一桂、总兵官刘显围剿叛軍并成功鎮壓，包括风村、白草等八千多人前来投官。王廷瞻又命令总兵刘显讨伐建昌、傀厦、洗马、姑宰、铁口等地叛軍，均獲得成功。之後，王廷瞻加一级俸禄，升任右副都御史，负责南赣地區。

### 治理漕运
此後，王廷瞻担任南京大理寺卿，万历九年（1581年），任南京戶部右侍郎。万历十一年，改戶部右侍郎；同年改戶部左侍郎、總督倉場。万历十二年，改右都御史，兼總督漕運、巡撫鳳陽諸府。当时宝应湖（汜光湖）堤蓄水以便利漕运，為平江伯陈蠧所修筑。下游没有排泄口，冲决成八股急流，汇成一个大水潭，诸多盐场均被淹没。淮河水此時又奔腾而来，水势更加汹涌。前任巡抚李世达等人提议开挖河道避险，王廷瞻接提议，并率部开凿了一千七百七十六丈长的渠道，修筑了三座石闸、两座泄水闸，以及三千三十六丈长的石堤、五千三百九十丈长的子堤，耗费二十多万两款项，历时八个月竣工，至此扬州运道摆脱范光湖风涛影响。神宗下诏褒奖，给河道赐名“弘济”。万历十三年，他升任户部尚书，依旧巡抚故地。
不久，他改任南京刑部尚书，却婉拒任职，请求回乡。万历二十年（1592年）王廷瞻去世，享年七十二。死后赠封太子少保。

## 家族
曾祖王思旻，曾任同知；祖父王文奎，贈吏部郎中；父王濟，曾任布政司參政。嫡母汪氏（封宜人）；生母徐氏。永感下。兄王廷儒，南京都察院都事；王廷陳，前翰林院庶吉士。弟廷楊（监生）、廷遷（监生）、廷第。子王同觀。孫王追駿，崇祯十年丁丑進士；王追騄，顺治庚子舉人。

## 延伸阅读
[在维基数据编辑]
 《明史卷二百二十一》，出自《明史》